# نو¹ گاوران
نو¹ گاوران یک ستاره است که در صورت فلکی گاوران قرار دارد.